# Odontosoria afra
Odontosoria afra är en ormbunkeart som först beskrevs av K. U. Kramer, och fick sitt nu gällande namn av J. P. Roux. Odontosoria afra ingår i släktet Odontosoria och familjen Lindsaeaceae. Inga underarter finns listade.